# József Müller
József Müller (Reichenau, sinds 1945 Rychnov u Jablonce nad Nisou 9 april 1821 – Menaggio, 7 november 1876) was een Boheems componist en militaire kapelmeester. József is de Hongaarse spelling van zijn voornaam. Bij doop werd hij als Josef ingeschreven. 

## Levensloop
Josef Müller werd in 1840 kapelmeester van de Militaire muziekkapel van het K. u. K. Infanterie-Regiment nr. 62, oorspronkelijk in het Hongaarse Pest gestationeerd, en in 1849 naar Graz en later naar Italië verplaatst. Vanaf 1869 was hij kapelmeester van de Militaire muziekkapel van het K.u.K. (Hongaars) Infanterie-Regiment nr. 39. 
Als componist schreef hij verschillende marsen en dansen voor harmonieorkest. De marsen voor het Hongaarse regiment dragen Hongaarse titels.

## Composities

### Werken voor harmonieorkest
- 62-er Regimentsmarsch
- Batthyányer Marsch (Batthyány induló)
- Fejervarder Marsch (Fejérváry induló)
- Irrlichter Polka
- Die Schnitter von Jász-kun (Jász-kun kaszas induló)
- Kossuther Marsch (Kossuth induló)
- Ungarischer Marsch (Magyar induló)
- Pester Freiwilligen Marsch (Pesti önkentesek indulója)
- Anwerbungsmarsch (Taborzo induló)